# بالابانسکو
بالابانسکو (به لاتین: Balabansko) یک منطقهٔ مسکونی در بلغارستان است که در شهرستان ترویان واقع شده‌است.